# Dia Internacional do Desporto ao Serviço do Desenvolvimento e a Paz

Cerimônia de abertura dos Jogos Olímpicos de Aténas, no 6 de abril de 1896.

A Assembleia Geral das Nações Unidas declarou o 6 de abril no Dia Internacional do Desporto ao Serviço do Desenvolvimento e a Paz para concientizar a respeito do papel que o desporto pode desempenhar na promoção dos direitos humanos, o desenvolvimento económico e social.
A data comemora a inauguração, em 1896, dos primeiros Jogos Olímpicos da era moderna, na cidade de Atenas (Grécia).
O 23 de agosto de 2013 a Assembleia Geral das Nações Unidas na Resolução 67/296 "decide proclamar o 6 de abril Dia Internacional do Desporto para ao Serviço do Desenvolvimento e a Paz. Convida aos Estados, o sistema das Nações Unidas e, em particular, o Escritório das Nações Unidas sobre o Desporto para o Desenvolvimento e a Paz, as organizações internacionais competentes, as organizações desportivas internacionais, regionais e nacionais, a sociedade civil, incluídas as organizações não governamentais e o sector privado, e todos os demais interessados apropriados a que cooperem, observem no Dia Internacional do Desporto para o Desenvolvimento e a Paz e creem consciência ao respeito".